# لصاق عنيد
لصاق عنيد أو اللصيق أو الطباق (الاسم العلمي: Forsskaolea tenacissima) هو أحد أجناس فصيلة القراصية، وهو في نفس عائلة القراص الحارق،  يوصف هذا النوع بأنه أحد الأنواع القوية المقاومة للعوامل الطبيعية فتعد البيئات التي لا تعيش فيها الكثير من النباتات بيئة مناسبة له مثل التربة الصخرية
حواف الطرق، وفي الأودية التي يكثر فيها الحصى، وفي شقوق الصخور وفي منخفضات السفوح المحجوبة التي لا يصلها الماء.
سميت فورسكاوليسولا تيناسيسيما تيمنًا بأحد طلاب كارل لينيوس، وهو سويدي يدعى بيتر فورسكول، الذي توفي أثناء جمع عينات نباتية وحيوانية من شبه الجزيرة العربية. سمى لينيوس هذا النبات Forsskaolea tenacissima لأن النبات كان عنيدًا ومثابرًا كما كان الطالب.

## الوصف
نبات شجيري، يتميز بسيقانه الحمراء المتفرعة من القاعدة، يصل طول النبات إلى 60 سم، يغطي الزغب الأبيض المتصلب النبات بأكمله. أوراق النبات ملعقية الشكل وذات حواف منشارية مسننة، وسطح الورقة العلوي والسفلي مغطى بزغب يابس مما يعطي الورقة الملمس الخشن، لون الأوراق من الجهة السفلية بيضاء.الأزهار بداخل قنابات زغبية والثمرة عبارة عن علبة أحادية البذرة بداخل قنابة.

## الاستعمالات
يستخدم لحاء هذه النبتة الداخلي من قبل السكان الأصليين للصحارى لصنع الحبال.

## مناطق الإنتشار
شائع في الأراضي القاحلة وشبه القاحلة في التربة الرملية الطينية الرملية من مستوى سطح البحر إلى1,200 متر (3,900 قدم) مثل غابات البحر الأبيض المتوسط و أراضي الأشجار القمئية, ,و السهوب شبه الجافه، والصحراء والصحارى شديدة الحرارة.
مستوطن
مناطق قطبية شمالية قديمة: 
شمال افريقيا: الجزائر، مصر
جنوب أوروبا: إسبانيا
جنوب أوروبا: مالطا
غرب آسيا: فلسطين، الأردن، ليبيا، شبه جزيرة سيناء، تونس
حاليََا
مناطق قطبية شمالية قديمة: 
شمال افريقيا: الجزائر، مصر.
جنوب أوروبا: اسبانيا
جنوب أوروبا: مالطا
غرب آسيا: أفغانستان، إيران، فلسطين، الأردن، ليبيا، باكستان،،شبه جزيرة سيناء، تونس.
آسيا المعتدلة: الهند
الإقليم المداري الإفريقي: 
الجزيرة العربية: السعودية، عمان، الإمارات
شمال افريقيا المدارية: ارتيريا
غرب افريقيا المدارية: موريتانيا 